# Лелявский, Николай Семёнович
Николай Семёнович Лелявский (1853—1905) — русский инженер-гидротехник, начальник Киевского округа путей сообщения.

## Биография
Происходил из потомственных дворян Калужской губернии. Родился в 1853 году в семье надворного советника Семёна Ивановича Лелявского.
По окончании Института инженеров путей сообщения в 1875 году поступил на службу в Министерство путей сообщения сверхштатным инженером, работал в комиссии по изучению и описанию судоходных рек России. Вслед за тем был назначен младшим помощником начальника навигационно-описной партии на р. Припяти. Затем занимал должности старшего помощника начальника партии и заведующего хозяйственной частью. В 1878 году был назначен старшим помощником инспектора судоходства по р. Припяти и производителем работ по урегулированию и расчистке русла этой реки. В 1881 году был назначен помощником начальника 1-го отделения Киевского округа путей сообщения, а в 1886 году — начальником работ по выправлению реки Днепра у г. Киева. В 1875—1884 годах под руководством Лелявского были проведены обширные исследования и выправительные работы для обеспечения судоходства в нижнем течении р. Припять и по улучшению судоходного пути по Днепру.
20 января 1891 года назначен инспектором судоходства реки Днепр и исполняющим обязанности начальника Екатеринославского отделения Киевского округа путей сообщения. Одновременно исполнял обязанности начальника работ по выправлению р. Днепр у городов Екатеринослава и Александровска. В 1898 году был назначен исправляющим должность начальника Киевского округа путей сообщения, а 1 апреля 1903 года утвержден в должности. Дослужился до чина действительного статского советника (1901), из наград имел ордена Св. Станислава 3-й степени (1880), Св. Владимира 4-й степени (1887) и Св. Владимира 3-й степени.
В течение 30-летней службы на Днепре принимал участие в весьма важных работах и мероприятиях, направленных на развитие судоходного дела на Днепре. Среди главных мер: устройство пристани в Александровске и расширение Екатеринославской пристани, урегулирование течения рек Припяти и Днепра, взрывные работы в Днепровских порогах и обширные землечерпательные работы на Днепре и Буге. Также Лелявский разработал оригинальную систему регулирования русел струенаправляющими регуляционными сооружениями, получившую высокую оценку на Международном судоходном конгрессе в Гааге в 1894 году. Наконец, благодаря его энергии в 1903 году состоялся Киевский судоходный съезд. Кроме того, опубликовал несколько важных исследований по вопросам улучшения условий судоходства рек.

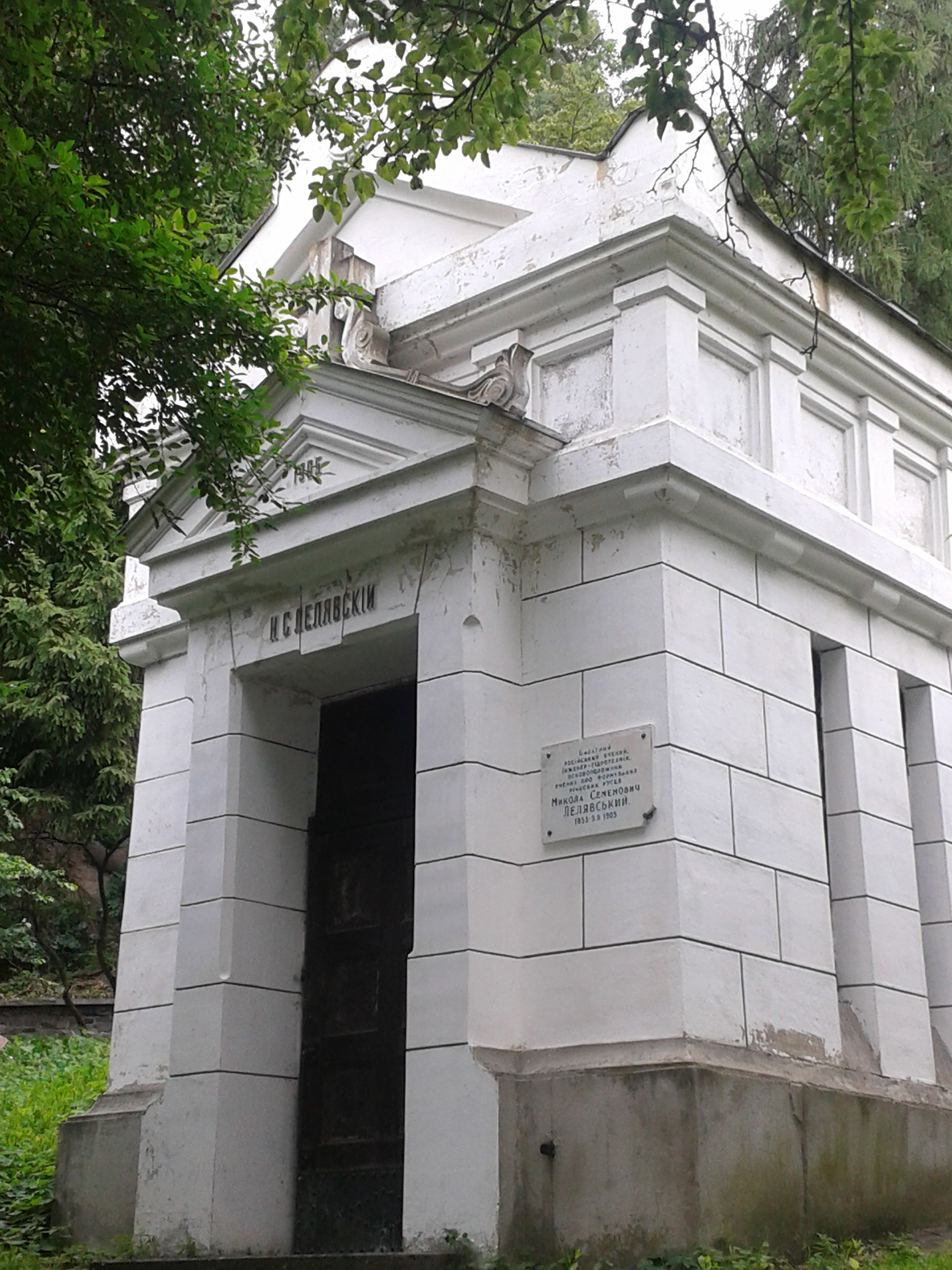
Cклеп Н. С. Лелявского в Выдубицком монастыре

Был землевладельцем Волынской губернии (приобретенные 3800 десятин).
Скончался 18 февраля (3 марта) 1905 года в Санкт-Петербурге, куда был вызван по делам службы в начале года.
Похоронен в Киеве, в склепе на кладбище Выдубицкого монастыря.
Был женат, имел 6 детей. Один из них Борис (1886—1935) — волынский губернский предводитель дворянства и член Государственной думы.